# Angelo Secchi
O Padre Angelo Secchi (Reggio Emilia, 18 de junho de 1818 — 26 de fevereiro de 1878) foi um astrônomo italiano.
Foi diretor do Observatório no Palácio do Colégio Romano por 28 anos. Ele foi um pioneiro em espectroscopia astronômica, foi um dos primeiros cientistas a afirmar com autoridade que o Sol é uma estrela.

## Biografia
Secchi nasceu em Reggio Emilia, onde estudou no ginásio (escola) jesuíta. Quando tinha 16 anos entrou para a Companhia de Jesus em Roma. Ele continuou seus estudos na Faculdade Romana (Roman College), e demonstrou uma grande habilidade científica. Em 1839, foi nomeado tutor de matemática e física no Colégio. Em 1841, ele se tornou professor de Física no Jesuit College, em Loreto. Em 1844, ele começou os estudos teológicos em Roma, e foi ordenado sacerdote em 12 de Setembro de 1847. Em 1848, devido à revolução romana, os jesuítas tiveram de deixar Roma. E Secchi passou os próximos dois anos no Reino Unido no Stonyhurst College, e nos Estados Unidos, onde ensinou por um tempo na Universidade de Georgetown, em Washington, DC. Ele também tomou o seu exame de doutorado em teologia lá.
Durante a sua estadia na América, ele conheceu o comandante Matthew Fontaine Maury, o primeiro diretor do Observatório Naval dos Estados Unidos em Washington. Ele estudou com Maury e correspondia com ele por muitos anos.
Ele voltou a Roma em 1850. Por recomendação de seu falecido colega Francesco de Vico, tornou-se chefe do Observatório da Faculdade aos 32 anos Em 1853, sob sua direção, o Observatório foi transferido para uma nova instalação em cima da Igreja Santo Inácio (a capela do Colégio). Secchi atuou como Diretor até sua morte.
Sua posição foi contestada depois de 1870, quando o remanescente dos Estados Pontifícios em torno de Roma foi assumida pelo Reino da Itália. Em 1873, o Colégio foi declarada propriedade do governo italiano. Quando o governo mudou-se para assumir o Observatório, bem como, Secchi protestou vigorosamente, e ameaçou deixar o Observatório para uma das várias posições oferecidas a ele por observatórios estrangeiros. Foi oferecido a ele posições científicas importantes e dignidades políticas por parte do governo, mas recusou-se a jurar lealdade ao Reino em lugar do Papa. O governo real não se atreveu a interferir com ele, e ele continuou como Diretor.
Ele morreu em 1878 aos 59 anos, em Roma.

## Trabalhos Astronômicos

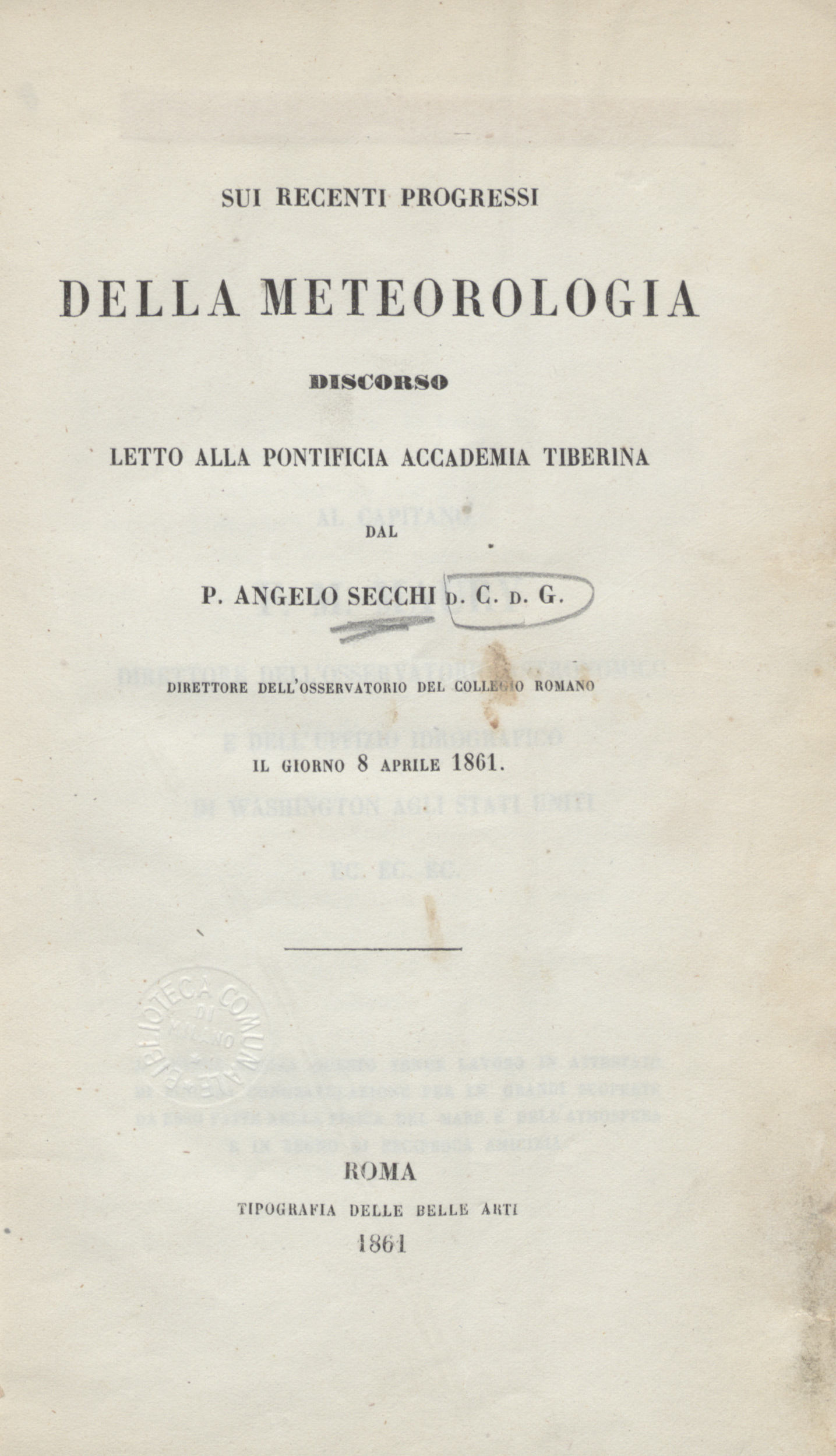
Sui recenti progressi della meteorologia (1861)

Secchi fez contribuições em várias áreas da astronomia
- Ele revisou o catálogo de estrelas duplas do Friedrich Georg Wilhelm von Struve, compilando de dados por volta de 10 000 sistemas binários;

- Ele descobriu três cometas, incluindo o cometa Secchi;

- Ele produziu um mapa exato da cratera lunar Copernicus;

- Ele desenhou algumas das primeiras ilustrações a cores de Marte e foi o primeiro a descrever os "canais" (canali em italiano) sobre a superfície do planeta.

Secchi estava especialmente interessado no Sol, que ele observou continuamente ao longo de sua carreiraː
- Ele observou e fez desenhos de erupções e manchas solares e registros compilados de atividade das manchas solares.